# سایتو دوسان
سایتو دوسان (به ژاپنی: 斎藤 道三 Saitō Dōsan)، سایتو توشیماسا، ناگای توشیماسا با لقب افعی مینو؛ ۱۴۹۴ – ۲۸ مه ۱۵۵۶ یک سامورایی در دوره سنگوکو در ولایت مینو در ژاپن بود. دختر سوم وی نوهیمه همسراصلی اودا نوبوناگا بود. سایتو دوسان نمونه شاخص پدیده‌ای بنام گکوکوجو (از لحاظ لغوی به معنای براندازی و فراتر رفتن از مافوق) در دوره سنگوکو است. شغل اولیه سایتو دوسان روغن‌فروشی بود. در سال ۱۵۳۳ دوسان ارباب خود ناگای ناگاهیرو را به قتل رساند و نام خانوادگی خود را به ناگای تغییر داد. در سال ۱۵۳۸ سایتو توشیناگا معاون فرماندار ولایت مینو به علت بیماری درگذشت. دوسان توانست خود را جانشین وی سازد و نام خانوادگی خود را از ناگای به سایتو تغییر داد. در سال ۱۵۴۲ با توکی یوری‌آکی فرماندار ولایت مینو جنگ کرد و موفق شد یوری‌آکی را شکست دهد. پس از این شکست یوری‌آکی و پسرش به اُواری گریختند. دوسان پس از اتحاد با خاندان اودا یکی پس از دیگری مخالفان خود را در ولایت مینو قلع و قمع کرد و در سال ۱۵۵۲ تمامی این ولایت به‌طور کامل تحت تصرف دوسان درآمد.

## نیمه نخست عمر

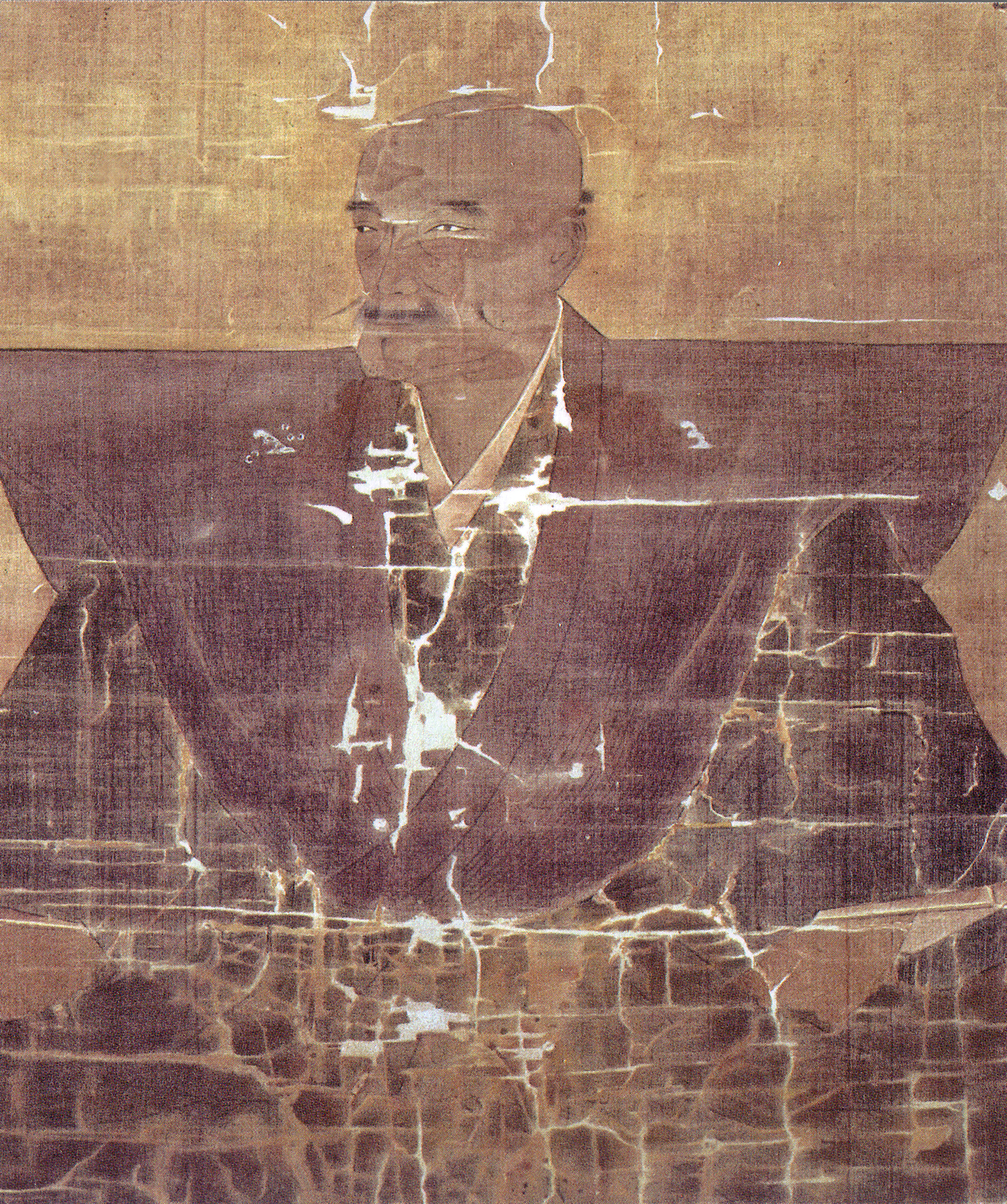
مجسمه دوسان سایتو (بخش)

اطلاعات زیر بر اساس منابعی است که در دوره ادو نوشته شده است. در سال ۱۹۶۰ میلادی اسناد جدیدی به دست آمد که نشان می‌داد زندگینامه سایتو دوسان با زندگینامه پدر وی ماتسونامی شوگورو خلط وقایع وجود دارد. طبق منابع جدید نظر بر این است که وقایع نیمه اول زندگی دوسان که تا بحال تنها به وی نسبت داده شده است، در واقع در دو نسل اتفاق افتاده است.
سایتو دوسان در ولایت یاماشیرو امروزه شهرستان اوتوکونی، کیوتو متولد شد. در سن یازده سالگی راهب یک معبد در کیوتو شد. سپس این معبد را ترک کرد و به معبد جوزای-جی در ولایت مینو وارد شد.
سپس با دختر یک روغن فروش در نارا ازدواج کرد و به شغل روغن‌فروشی مشغول شد و بخاطر مهارت در شغل خود شهرتی به دست آورد.
طبق روایات روزی یکی از سامورایی‌های در خدمت خاندان توکی که برای خرید روغن نزد وی آمده بود به وی گفت که مهارت تو روغن‌فروشی فوق‌العاده است ولی اگر به جای آن نیروی خود را صرف یادگیری فن جنگاوری بکنی یک سامورایی برجسته خواهی شد. از آن پس وی شغل خود را رها کرده و به یادگیری بکار بردن نیزه و تفنگ پرداخت. سپس به صورت ملازم ناگای ناگاهیرو، دایکان (یک مقام دولتی) ولایت مینو درآمد و پیشرفت کرد.
استعداد نظامی وی موجب جلب اعتماد پسر دوم فرماندار ولایت مینو، توکی یوری‌آکی به وی شد. در پی جنگ و رقابت مابین توکی یوری‌آکی و برادر بزرگترش توکی یوریتاکه بر سر فرمانداری ولایت مینو در نهایت در سال ۱۵۳۰ توکی یوریتاکه به سمت ولایت اچیزن گریخت. سرانجام با آنکه یوریتاکه توانسته بود سپاه خاندان آساکورا و خاندان روکاکو را به حمایت خود دربیاورد، در سن ۴۹ سالگی درگذشت و مقام فرمانداری ولایت مینو به برادر کوچکترش رسید.
در سال ۱۵۳۳ دوسان ارباب خود ناگای ناگاهیرو را به قتل رساند و نام خانوادگی خود را به ناگای تغییر داد. در این زمان پسر ارشد توکی یوریتاکه بنام توکی یوریزومی که خود را جانشین پدر می‌دانست به جنگ با عموی خود برخاست. در سال ۱۵۳۵ دوسان به همراهی توکی یوری‌آکی درآمد و با توکی یوریزومی که از حمایت سپاه خاندان آساکورا و خاندان روکاکو به جنگ برخاستند. به این ترتیب آتش جنگ به تمام ولایت مینو سرایت کرد.
در سال ۱۵۳۸ سایتو توشیناگا معاون فرماندار ولایت مینو به علت بیماری درگذشت. دوسان توانست خود را جانشین وی سازد و نام خانوادگی خود را از ناگای به سایتو تغییر داد.

## ربودن ولایت مینو
در این دوره گکوکوجو (از لحاظ لغوی به معنای براندازی و فراتر رفتن از مافوق) رواج یافت و کسانی که از نظر مقام اجتماعی فرودست بوده اما در جنگیدن مهارت داشتند، با پیروزی در نبردها، موفق به در دست گرفتن قدرت در یک منطقه شدند. سایتو دوسان نمونه شاخص گکوکوجو در دوره سنگوکو است.
در سال ۱۵۴۱ برادر کوچکتر توکی یوری‌آکی فرماندار ولایت مینو توسط دوسان با زهر به قتل رسید. این حادثه موجب آغاز جنگ مابین فرماندار مینو و دوسان شد. سال بعد دوسان موفق شد یوری‌آکی را شکست دهد. پس از این شکست یوری‌آکی و پسرش به اُواری گریختند.
یوری‌آکی در اُواری توانست حمایت اودا نوبوهیده را به دست بیاورد. وی با برادرزاده خود توکی یوریزومی که وی نیز از حمایت خاندان آساکورا برخوردار بود تماس برقرار کرد و خواستار اتحاد جهت برگرداندن قدرت به خاندان توکی در ولایت مینو شد. در پی حملاتی صورت گرفت این دو تن توانستند بر دو قلعه در ولایت مینو مسلط شوند.

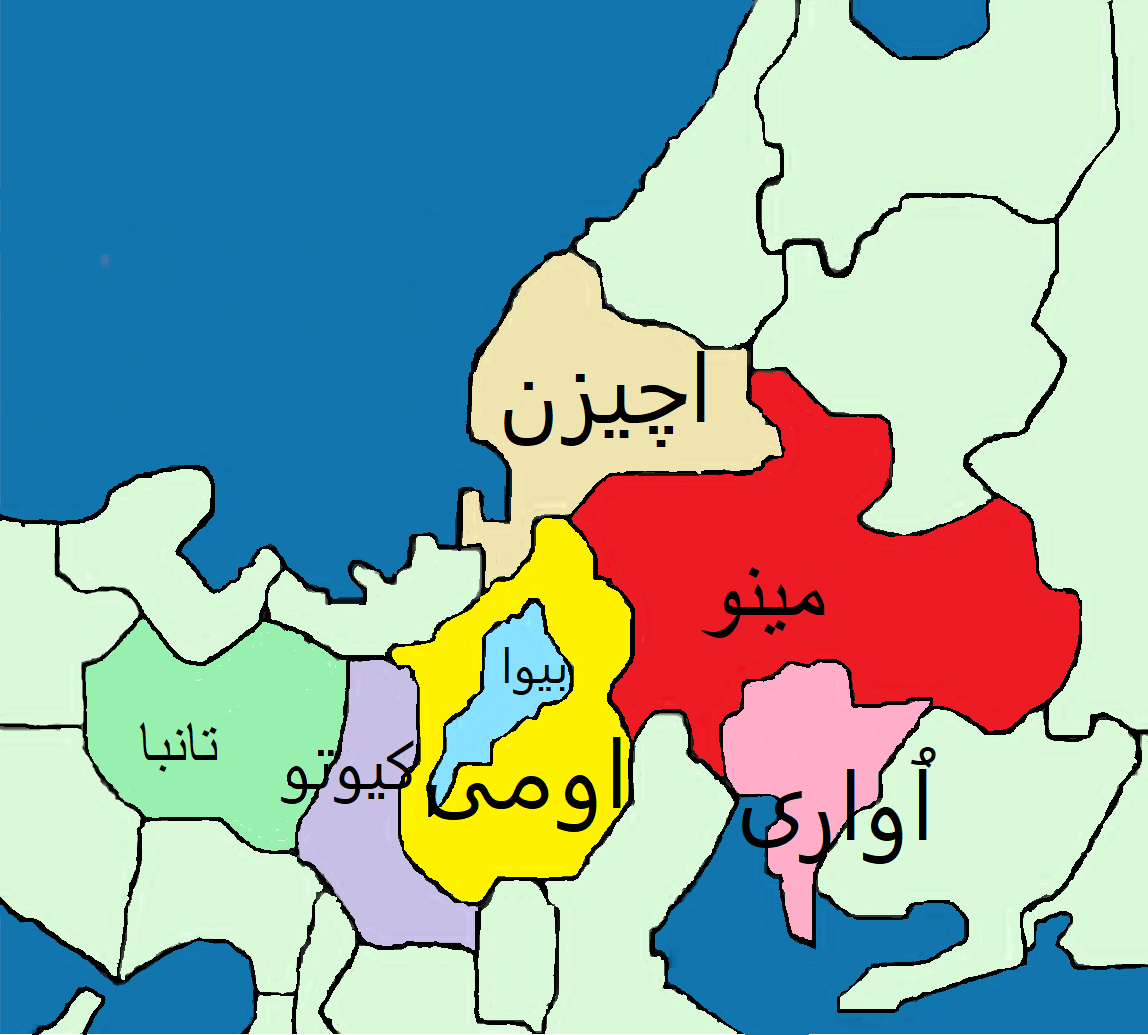
منطقه تحت نفوذ سایتو دوسان در سال ۱۵۴۸ میلادی

در سال ۱۵۴۷ اودا نوبوهیده حملات شدیدی را به قلعه اینابایاما محل اقامت دوسان انجام داد که به نام نبرد کانوگوچی شهرت دارد. این حمله با مقاومت شدید دوسان مواجه شد و سپاه خاندان اودا تا حد نابودی پیش رفت. در همین سال توکی یوریزومی درگذشت و اودا نوبوهیده و دوسان پیمان صلح بستند. بنابر همین پیمان در سال ۱۵۴۸ اودا نوبوناگا و دختر سوم دوسان به نام نوهیمه به ازدواج یکدیگر درآمدند.
در سال ۱۵۵۳ دوسان یک بار با نوبوناگا در معبدی در مرز دو ولایت اُواری و مینو دیدار کرد. دوسان از شهرت نوبوناگا به عنوان خل اُواری خبر داشت. در این دیدار تعداد زیادی سپاهی مجهز به تفنگ نوبوناگا را همراهی می‌کردند و رفتار خود نوبوناگا بسیار رسمی بود. به همین دلیل نوبوناگا موجب تعجب دوسان شد. در منابع آمده است که وی به ملازم خود اینوکو هیوسوکه گفت «روزی می‌رسد که پسران من به خدمت نوبوناگا در خواهند آمد.»
دوسان پس از اتحاد با خاندان اودا یکی پس از دیگری مخالفان خود را در ولایت مینو قلع و قمع کرد و در سال ۱۵۵۲ توکی یوری‌آکی بار دیگر از قلعه متصرف شده رانده شد و به طرف ولایت اُواری گریخت. از این پس تمامی ولایت به‌طور کامل تحت تصرف دوسان درآمد.

## اواخر عمر
در سال (۱۵۵۴) سایتو توشیماسا رهبری خاندان را به پسر ارشدش سایتو یوشیتاتسو محول کرد و خود را بازنشسته اعلام کرده و به عنوان یک راهب به معبد جوزای-جی وارد شد و نام دوسان را بر خود گذاشت. با این حال، دوسان بیشتر از پسر ارشدش به دو برادر کوچکتر وی سایتو ماگوشیرو و سایتو کیهیجی علاقه داشت. بزودی پسر ارشد وی به این اقدام پدرش شک کرد و گمان کرد که وی قصد نابودی وی را دارد و اختلاف بین او و پدرش عمیق‌تر شده و آشکار شد.
نام مادر یوشیتاتسو، میوشینو بود؛ مادر وی ابتدا سوکوشیتسو (همسر غیراصلی) توکی یوری‌آکی، فرماندار ولایت مینو بود سپس به همسری دشمن وی دوسان درآمد. بنابر فرضیه‌ها یکی از دلایل شورش یوشی‌تاتسو علیه دوسان و کشتن وی این بود که وی خود را فرزند توکی یوری‌آکی می‌دانست.
در سال (۱۵۵۵) سایتو یوشیتاتسو دو برادر خود را کشت و در برابر پدرش لشکرکشی کرد. بیشتر ملازم دوسان بر اثر حوادث گذشته از وی روی گرداندند و به طرفداری پسرش درآمدند. در سال ۱۵۵۶ یوشیتاتسو فرماندهی ۱۷٬۵۰۰ را برعهده گرفت و در نبرد ناگارا-گاوا در مقابل سپاه ۲٬۵۰۰ نفری دوسان قرار گرفت. این نبرد به شکست و مرگ پدرش انجامید. داماد وی اودا نوبوناگا برای حمایت از پدرزنش سپاهی را فراهم کرد اما موفق نشد به موقع سپاه را به میدان نبرد برساند. دوسان هنگام مرگ ۶۳ سال داشت.
دوسان قبل از مرگ اودا نوبوناگا را وارث خود قرار داد.

## خانواده
- ماتسونامی شوگورو پدر
- اومی نو کاتا همسر اصلی، (عمهٔ آکچی میتسوهیده)
- میوشینو همسر غیراصلی، مادر سایتو یوشیتاتسو
- سایتو یوشیتاتسو (پسر ارشد)
- ماگوشیرو (پسر)
- سایتو توشی‌تاکا (پسر)
- سایتو توشی‌هارو (کوچک‌ترین پسر)
- نوهیمه (همسر اصلی اودا نوبوناگا)